# Bellaire, Texas
Bellaire är en stad och förort till Houston i Harris County i Texas. Vid 2010 års folkräkning hade Bellaire 16 855 invånare.